# 波根多夫特雷伯爾河
54°07′03″N 13°01′48″E / 54.1176°N 13.0299°E
波根多夫特雷伯爾河（德語：Poggendorfer Trebel），是德國的河流，位於該國東北部，由梅克倫堡-前波美拉尼亞州負責管轄，河道全長17公里，發源自察訥萬茨以北。